# Dwudziesty czwarty lutego
Dwudziesty czwarty lutego, inny tytuł: Bijatyka, ang: The Twenty Fourth of February) – pieśń szantowa.
Pieśń była śpiewana jako szanta fałowa lub pompowa. Początkowo była to skrócona kompilacja kilku piosenek marynarskich opiewających zwycięstwa angielskich okrętów nad śródziemnomorskimi piratami. Wydarzenie, o którym wspomina się w pieśni, miało faktycznie miejsce, choć nie pod tą datą. Chodzi o potyczkę morską 9 lub 29 grudnia 1660 roku stoczoną przez angielski okręt Mary Rose pod dowództwem kapitana Johna Kepthorna z siedmioma okrętami algierskimi. Z bitwy zwycięsko wyszedł okręt brytyjski a kapitan otrzymał tytuł szlachecki. 24 lutego jest nieoficjalnym dniem angielskiej Royal Navy.
Autorem słów polskiej wersji utworu był członek zespołu Stare Dzwony, Janusz Sikorski. W późniejszym okresie piosenkę wykonywały również m.in. zespoły EKT Gdynia, Ryczące Dwudziestki, Mechanicy Shanty, Perły i Łotry oraz Trzy Majtki.